# Sprite (duende)
Un duende o sprite es una entidad sobrenatural de la mitología europea. A menudo se les representa como criaturas parecidas a hadas o como entidades etéreas. 

## Etimología
La palabra sprite deriva del latín spiritus ("espíritu"), a través del francés esprit. Otras variantes del término son spright y el spriggan celta. En el folclore europeo, el término se utiliza sobre todo para designar a los elfos y las hadas, y en el inglés moderno rara vez se emplea para referirse a los espíritus.

## Creer en los sprites

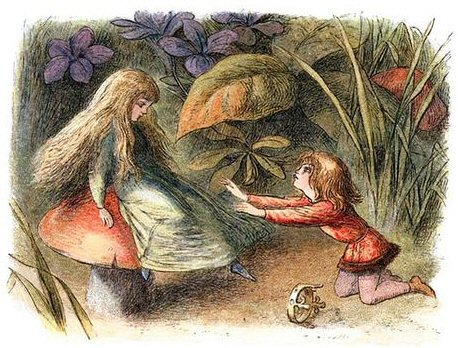
El príncipe dando las gracias al duendecillo del agua, de The Princess Nobody: A Tale of Fairyland (1884) de Andrew Lang (ilustración de Richard Doyle).

La creencia en seres diminutos como duendes, elfos, hadas, etc. ha sido común en muchas partes del mundo, y en cierta medida aún puede encontrarse dentro de movimientos neo-espirituales y religiosos como el "neo-druidismo" y Ásatrú.
En algunas magias elementales, a menudo se cree que el duendecillo es el elemental del aire (véase también sílfide).

## Sprite de agua

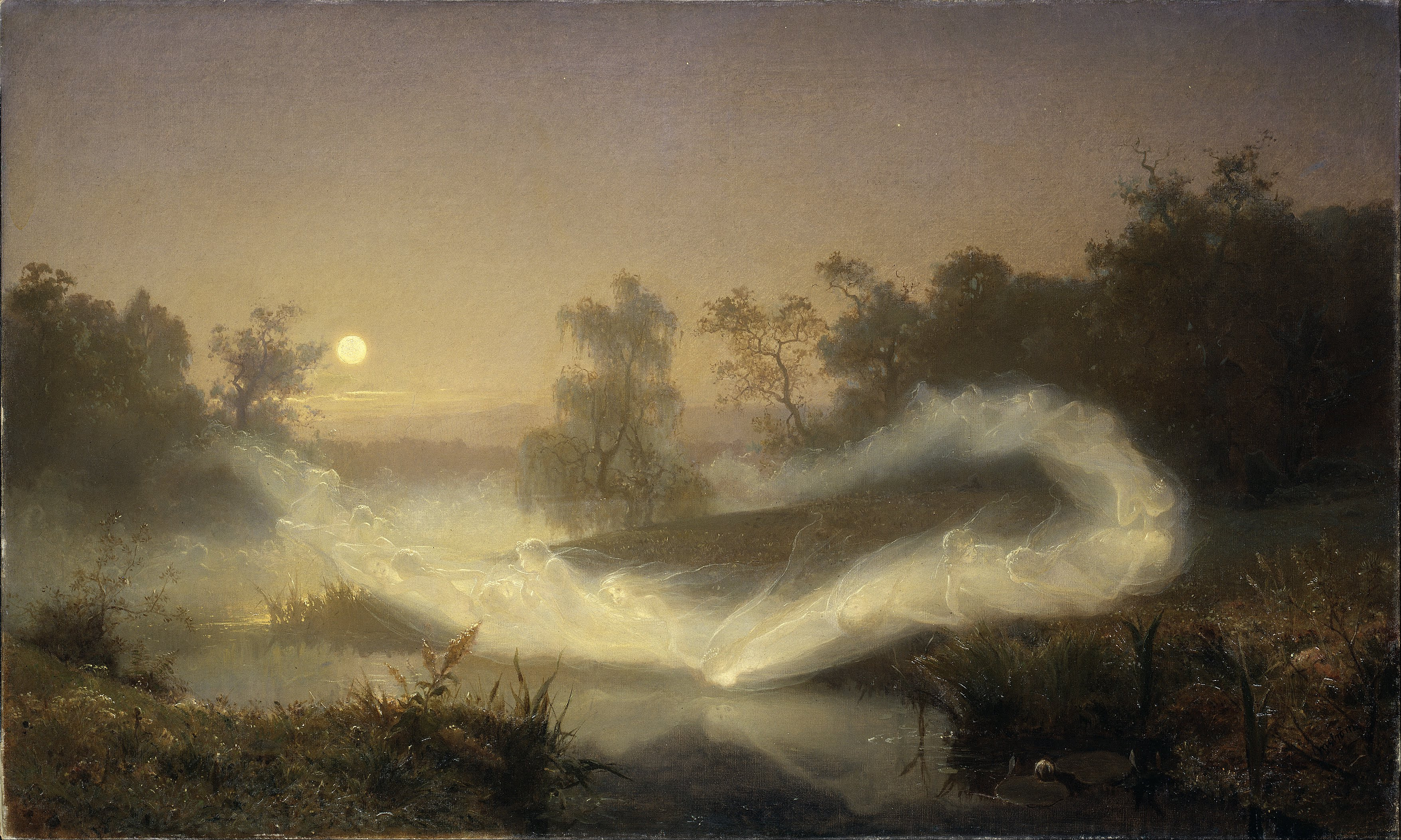
Dancing Fairies por el pintor sueco August Malmström.

Un duendecillo del agua (también llamado hada del agua o hada del agua) es un término general para un espíritu elemental asociado con el agua, según el alquimista Paracelso. Se dice que los duendes del agua pueden respirar agua o aire y, a veces, volar.
Estas criaturas existen en la mitología de diversos grupos. Los antiguos griegos conocían a las ninfas acuáticas en varios tipos, como las náyades (o nyads), que eran entidades divinas que tendían a estar fijas en un lugar, por lo que se diferenciaban de los dioses o las criaturas físicas. La mitología eslava las conoce como vilas.
Los duendes del agua difieren de los seres corpóreos, como las selkies, y las sirenas, ya que no son puramente físicos y se asemejan más a deidades locales que a animales.